# 196
Évszázadok: 1. század – 2. század – 3. század
Évtizedek: 140-es évek – 150-es évek – 160-as évek – 170-es évek – 180-as évek – 190-es évek – 200-as évek – 210-es évek – 220-as évek – 230-as évek – 240-es évek
Évek: 191 – 192 – 193 – 194 –  195 – 196 – 197 – 198 – 199 – 200 – 201

## Események

### Római Birodalom
- Caius Domitius Dextert és Lucius Valerius Messalla Thrasea Priscust választják consulnak.
- A két éve ostrom alatt tartott Byzantium elesik. Az ostrom során a város nagy része elpusztul.
- Septimius Severus császár caesar címet adományoz fiának, Caracallának és örökösévé nevezi ki. Nyomására a szenátus közellenséggé nyilvánítja korábbi szövetségesét és hallgatólagos utódját, Clodius Albinust.
- Clodius Albinus fellázad és császárrá kiáltja ki magát. Légióival Britanniából átkel Galliába, ahol legyőzi Severus legatusát, Virius Lupust. Bár Galliát megszállja, a rajnai légiók támogatását nem nyeri el.
- A védtelenül hagyott Britanniában az északi barbárok áttörnek Hadrianus falán.

### Kína
- Cao Cao hadúr szövetséget köt a reménytelen helyzetbe került Hszien császárral. A császár kinevezi őt miniszterévé és hadvezérévé, aminek gyakorlati jelentősége már nincs, de legitimációt biztosít a nagyravágyó hadúrnak. Cao Cao meggyőzi Hszient, hogy a romba dőlt fővárosból, Lojangból költözzön át az ő fennhatósága alatt lévő Hszübe.

### Korea
- Meghal Polhjum Silla királya. Utóda unokája, Nehe.

## Halálozások
- Polhjum, sillai király

## Fordítás
- Ez a szócikk részben vagy egészben  a(z)   196 című francia Wikipédia-szócikk ezen változatának fordításán alapul.  Az eredeti cikk szerkesztőit annak laptörténete sorolja fel. Ez a jelzés csupán a megfogalmazás eredetét és a szerzői jogokat jelzi, nem szolgál a cikkben szereplő információk forrásmegjelöléseként.